# Választások 2008-ban
További választási listákat lásd: 2005 • 2006 • 2007 • 2009
Ez az oldal a 2008-ban sorra kerülő elnök- és országgyűlési választásokat, illetve egyéb, politikai jellegű népszavazásokat sorolja fel a világ minden országában, teljességre törekedve.

## Január
- január 3.: USA, elnöki, Iowa előzetes választás (caucus)
- január 5.: Grúzia, elnöki; népszavazás az általános választások időpontjáról és az ország NATO-tagságáról
- január 7.: Marshall-szigetek, elnöki (Parlament választja)
- január 8.: USA, elnöki, New Hampshire előzetes választás (primary)
- január 12.: Tajvan, parlamenti
- január 15.: Barbados, parlamenti
- január 15.: USA, Michigan, előválasztás (primary)
- január 18–19: Tokelau, parlamenti
- január 19.: Feröer, parlamenti
- január 19.: USA, Nevada előválasztás (caucuses), Dél-Karolina, republikánus előválasztás (primary)
- január 20.: Kuba, országgyűlési
- január 20.: Szerbia elnöki, első forduló
- január 26.: USA, Dél-Karolina, demokrata előválasztás (primary)
- január 27.: Francia Polinézia, törvényhozási, első forduló
- január 27.: Hessen, németországi tartományi parlamenti
- január 27.: Alsó-Szászország, németországi tartományi parlamenti
- január 29.: Bhután, Nemzeti Tanácsi
- január 29.: USA, Florida, előválasztás (primary)

## Február
- február 3.: Monaco, parlamenti
- február 3.: Szerbia, elnöki, 2. forduló
- február 5.: USA, kb. 20 államban tartanak előválasztásokat, a Super Tuesday (Szuper Kedd)
- február 8.: Dzsibuti, parlamenti
- február 8.–9.: Csehország, elnöki (Parlament választja) - eredménytelen volt
- február 10.: Francia Polinézia, országgyűlési, második forduló
- február 11.: Trinidad és Tobago, elnöki
- február 15.: Csehország, elnöki (Parlament választja) - második próbálkozás
- február 17.: Ciprus, elnöki
- február 18.: Pakisztán, parlamenti
- február 19.: Örményország, elnöki
- február 24.: Kuba, elnöki, (Parlament választja)
- február 24.: Svájc, népszavazás az vállalkozási adóreformról
- február 24.: Hamburg, tartományi parlamenti választások

## Március
- március 2.: Oroszország, elnöki, első forduló
- március 2.: Thaiföld, szenátusi, közvetett
- március 8.: Málta, parlamenti
- március 8.: Malajzia, országgyűlési
- március 9.: Spanyolország, országgyűlési
- március 9.: Magyarország, országos népszavazás
- március 14.: Irán, parlamenti
- március 18. előtt: Kína, elnöki, (Parlament választja)
- március 22.: Tajvan, elnöki valamint népszavazás az ENSZ-tagságról
- március 24.: Bhután, parlamenti
- március 29.: Zimbabwe, elnöki és országgyűlési
- március: Alsó-Ausztria, tartományi parlamenti

## Április
- április 6.: Montenegró, elnöki
- április 9.: Dél-Korea, parlamenti
- április 10.: Nepál, alkotmányozó nemzetgyűlési
- április 13–14.: Olaszország, országgyűlési
- április 20.: Paraguay, elnöki és parlamenti
- április 23.: Guernsey, parlamenti
- április 23–24: Tonga, parlamenti
- április 25.: Irán, parlamenti (második forduló)

## Május
- május 4.: Egyenlítői-Guinea, parlamenti
- május 10.: Mianmar, népszavazás az alkotmányról
- május 11.: Szerbia, parlamenti
- május 16.: Dominikai Köztársaság, elnöki
- május 17.: Kuvait, parlamenti
- május 21.: Grúzia, országgyűlési
- május 25.: Libanon, elnöki

## Június
- június 1.: Macedónia, országgyűlési
- június 1.: Svájc, népszavazás
- június 7.: Niue, parlamenti
- június 12.: Írország, népszavazás a Lisszaboni szerződésről
- június 27.: Zimbabwe, elnöki, 2. forduló
- június 29.: Mongólia, parlamenti

## Július
- július 8.: Grenada, parlamenti
- július 19.: Nepál, elnöki, első forduló
- július 21.: Nepál, elnöki, második forduló
- július 27.: Kambodzsa, parlamenti
- július 30.: Kongói Köztársaság, szenátusi, közvetett

## Augusztus
- augusztus 10.: Bolívia, bizalmatlansági népszavazás az elnökről

## Szeptember
- szeptember 5–6.: Angola, országgyűlési
- szeptember 7.: Hongkong, törvényhozási
- szeptember 15–18.: Ruanda, parlamenti
- szeptember 18.: Vanuatu, parlamenti
- szeptember 19.: Szváziföld, országgyűlési
- szeptember 21.: Franciaország, szenátusi (képviselők fele)
- szeptember 21.: Szlovénia, országgyűlési
- szeptember 28.: Ausztria, parlamenti
- szeptember 28.: Ecuador, népszavazás az Alkotmányról
- szeptember 28.: Fehéroroszország, parlamenti
- szeptember 28.: Bajorország, tartományi parlamenti
- szeptember vége: Tirol, tartományi parlamenti

## Október
- október 10.: Maldív-szigetek, elnöki
- október 12.: Litvánia, országgyűlési
- október 15.: Azerbajdzsán, elnöki
- október 15.: Jersey, általános, első forduló
- október 16.: ENSZ Biztonsági Tanács
- október 17–18 valamint október 24–25: Csehország, szenátusi (szenátorok egyharmada)

## November
- november 4.: Amerikai Egyesült Államok, elnöki, kongresszusi, szenátusi (szenátorok egyharmada: "II. osztályú" szenátorok)
- november 4.: Palau, elnöki, szenátusi és képviselőházi
- november 4.: Amerikai Szamoa, kormányzói, szenátusi és képviselőházi
- november 4.: Puerto Rico, törvényhozási
- november 4.: Guam, törvényhozási
- november 8.: Új-Zéland, parlamenti
- november 9.: San Marino, parlamenti
- november 16.: Bissau-Guinea, parlamenti
- november 25.: Grönland, népszavazás az önkormányzatról
- november 26.: Jersey, általános, második forduló
- november 30.: Románia, parlamenti
- november 30.: Svájc, népszavazás

## December
- december 7.: Ghána, elnöki és parlamenti
- december 14.: Türkmenisztán, parlamenti
- december 24.: Pitcairn-szigetek, általános
- december 28.: Ghána, elnöki 2. forduló
- december 29.: Banglades, parlamenti